# Chesneya botschantzevii
Chesneya botschantzevii là một loài thực vật có hoa trong họ Đậu. Loài này được R.M.Vinogr. miêu tả khoa học đầu tiên.